# أحادية محايدة
مذهب الأحادية المحايدة في الفلسفة عبارة عن رؤية الميتافيزيقا والتي تنادي بأن النفس والجسد هما سبيلان لتنظيم أو وصف نفس العناصر والتي هي في ذاتها «محايدة» فلا تعتبر جسدية ولا نفسية. وهذه الرؤية ترفض اعتبار أن النفس والجسد شيئان مختلفان في الأساس. على الأحرى، يزعم مذهب الأحادية المحايدة أن الكون يتكون من مادة واحدة فقط في صورة عناصر محايدة والتي في ذاتها لا تعتبر نفسية ولا جسدية. وهذه العناصر المحايدة يمكن أن تتميز بخصائص الألوان والأشكال بنفس الطريقة التي عهدنا بها تلك الخصائص. ولكن هذه العناصر ذات الألوان والأشكال لا توجد في العقل (ككيان جوهري سواءٌ ثنائيًا أم ليس له نظير) ولكنها توجد بذاتها.

## التاريخ

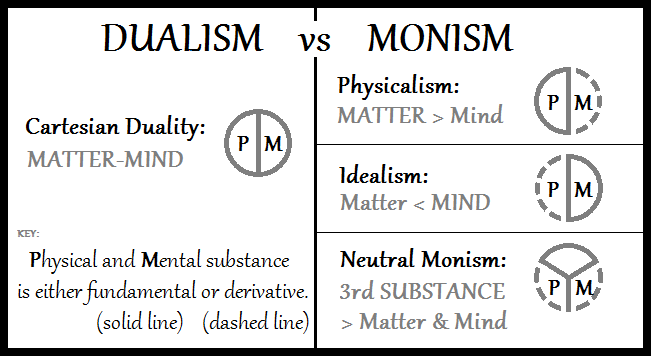
رسم يتضمن مذهب الأحادية المحايدة مقارنة بالثنائية الديكارتية والمادية والمثالية.

يمكن نسبة بعض الآراء الأولى في الموقف الذي يتخده مذهب الأحادية المحايدة بشأن العلاقة بين العقل والجسد في الفسلفة إلى تشارلي دنبر برود والذي ذكر في أحد أعماله الأولى المعرفة باسم قائمة برود الشهيرة لعام 1925(Broad's famous list of 1925) (انظر الفصل الرابع عشر حول العقل ومكانه في الطبيعة (The Mind and Its Place in Nature)) الأساس الذي قامت عليه هذه النظرية.
ويقع ما لا يقل عن تسع نظريات من النظريات السبعة عشرة التي طرحها حول العلاقة بين العقل والجسد حاليًا ضمن فئة مذهب الأحادية المحايدة. وثمة عدد قليل جدًا ممن أطلقوا على أنفسهم منتمين إلى مذهب الأحادية المحايدة، وأغلب الفلاسفة الذين تم اعتبارهم متبنين لهذه الآراء تم تصنيفهم بعد وفاتهم. ومن هؤلاء باروخ إسبينوزا، وديفيد هيوم، وإيرنست ماخ، وريتشارد أفيناريوس، وجوزيف بيتزولد.

## ويليام جيمس
عرض ويليام جيمس الفكرة في مقاله «هل الوعي موجود؟» (Does Consciousness Exist?)عام 1904 (أعيد طبعه في مقالات حول التجريبية الراديكالية (Essays in Radical Empiricism)عام 1912).
حيث قال: «بعض المجموعات الفرعية لهذه العناصر تشكل عقولاً فردية: المجموعة الفرعية للتجارب التي مررت بها في اليوم، والتي هي بالتبعية مجرد عناصر محايدة كثيرة تتتابع في عقلك واحدة إثر الأخرى، تشكل عقلك كما كان حضوره في ذلك اليوم. إذا قمت بدلاً من ذلك بوصف العناصر التي تشكّل التجربة الحسية للصخور التي في الطريق فإن تلك العناصر هي التي تشكّل تلك الصخور. وهي تقوم بهذا الدور حتى إذا لو لم يرصد أحد وجود الصخور. العناصر المحايدة موجودة وعقولنا تتشكّل بمجموعة فرعية من هذه العناصر، ويمكن اعتبار تلك المجموعة الفرعية أنها تشكل مجموعة من الملاحظات التجريبية للأشياء الموجودة بالعالم. ومع ذلك، فكل هذا لا يعدو أن يكون سوى تجميع العناصر المحايدة بطريقة أو أخرى وهذا على أساس المنظور المادي أو النفسي (الذهني).»

## بيرتراند راسل
تبنى فيما بعد بيرتراند راسل في عام 1921 موقفًا مماثلًا لموقف ويليام جيمس. استشهد راسل بجزء من مقالة جيمس «هل الوعي موجود؟» ("Does 'consciousness' exist?") كما يلي:
«افتراضي هو أن»[جيمس] يقول: «إذا بدأنا بافتراض أنه يوجد شيء أو مادة واحدة أولية فقط في العالم، مادة تكوّن منها كل شيء، وإذا ما سمينا هذه المادة» التجربة الخالصة«؛ فبناء على ذلك يمكن شرح المعرفة بسهولة بأنها نوع محدد من العلاقات تجاه الآخر، قد يداخلها أجزاء من التجربة الخالصة. كما أن العلاقة نفسها جزء من التجربة الخالصة، ويمكن أن يكون أحد» أطرافها«الفاعل أو حامل المعرفة أو العالِم، والطرف الآخر الشيء المعلوم (صفحة 4)».
وقد لخّص راسل هذه الفكرة كما يلي:
«وجهة نظر جيمس هي أن المادة الأولية التي نشأ منها العالم ليست من نوعين بحيث يكون أحدهما المادة والآخر العقل، ولكنها مرتبة من خلال أنماط مختلفة من خلال علاقاتها المتداخلة وأن بعض الترتيبات يمكن تسميتها نفسية ويمكن تسمية الأخرى جسدية».
فراسل يرى أن "نفس الرأي حول "الوعي" يرد ذكره في مقالة [جيمس] اللاحقة "عالم التجربة الخالصة"("a World of Pure Experience") (نفس المرجع، صفحات 39-91). وعلاوة على دور جيمس؛ رصد راسل دور الواقعيين الأمريكيين حيث قال:
"لقد تأثر الواقعيون الأمريكيون. . مثل البروفيسور رالف بارتون بيري الأستاذ بجامعة هارفارد والسيد إيدوين بيسيل هولت. . بقوة بجيمس ولكنهم أبدوا اهتمامًا أكثر بالمنطق والرياضيات والجزء التجريدي من الفلسفة. فقد تحدثوا حول الكيانات "المحايدة" مثل المادة التي تشكل منها كلٌ من العقل والجسم. ولذلك يقول هولت: "أقل الأسماء خطرًا هو المادة المحايدة".
ويستمر راسل في اتفاقه مع جيمس واتفاقه جزئيًا مع «الواقعيين الأمريكيين» حيث يقول:
«استقر في عقيدتي - للأسباب التي ستظهر في محاضرات لاحقة - أن جيمس محقًا في رفضه الوعي باعتباره أحد الكيانات، وأن الواقعيين الأمريكيين على حق جزئيًا وليس كليًا وذلك في اعتبار أن العقل والجسم يتكونان من مادة محايدة، والتي في حد ذاتها لا تعتبر ذهنية ولا مادية».